# Ricquebourg
Ricquebourg – miejscowość i gmina we Francji, w regionie Hauts-de-France, w departamencie Oise.
Według danych na rok 1990 gminę zamieszkiwało 180 osób, a gęstość zaludnienia wynosiła 35 osób/km² (wśród 2293 gmin Pikardii Ricquebourg plasuje się na 817. miejscu pod względem liczby ludności, natomiast pod względem powierzchni na miejscu 861.).